# نیروی پدافند هوایی سوریه
نیروی پدافند هوایی سوریه (به عربی: قوات الدفاع الجوي السوري) یک فرماندهی مستقل در نیروهای مسلح سوریه بود. این فرماندهی مسئول حفاظت از حریم هوایی سوریه در برابر هرگونه حمله هوایی خصمانه بود. نیروی پدافند هوایی سوریه یکی از قدرتمندترین و آزموده‌ترین نیروهای پدافند هوایی در منطقه بود.